# Marina del Rey

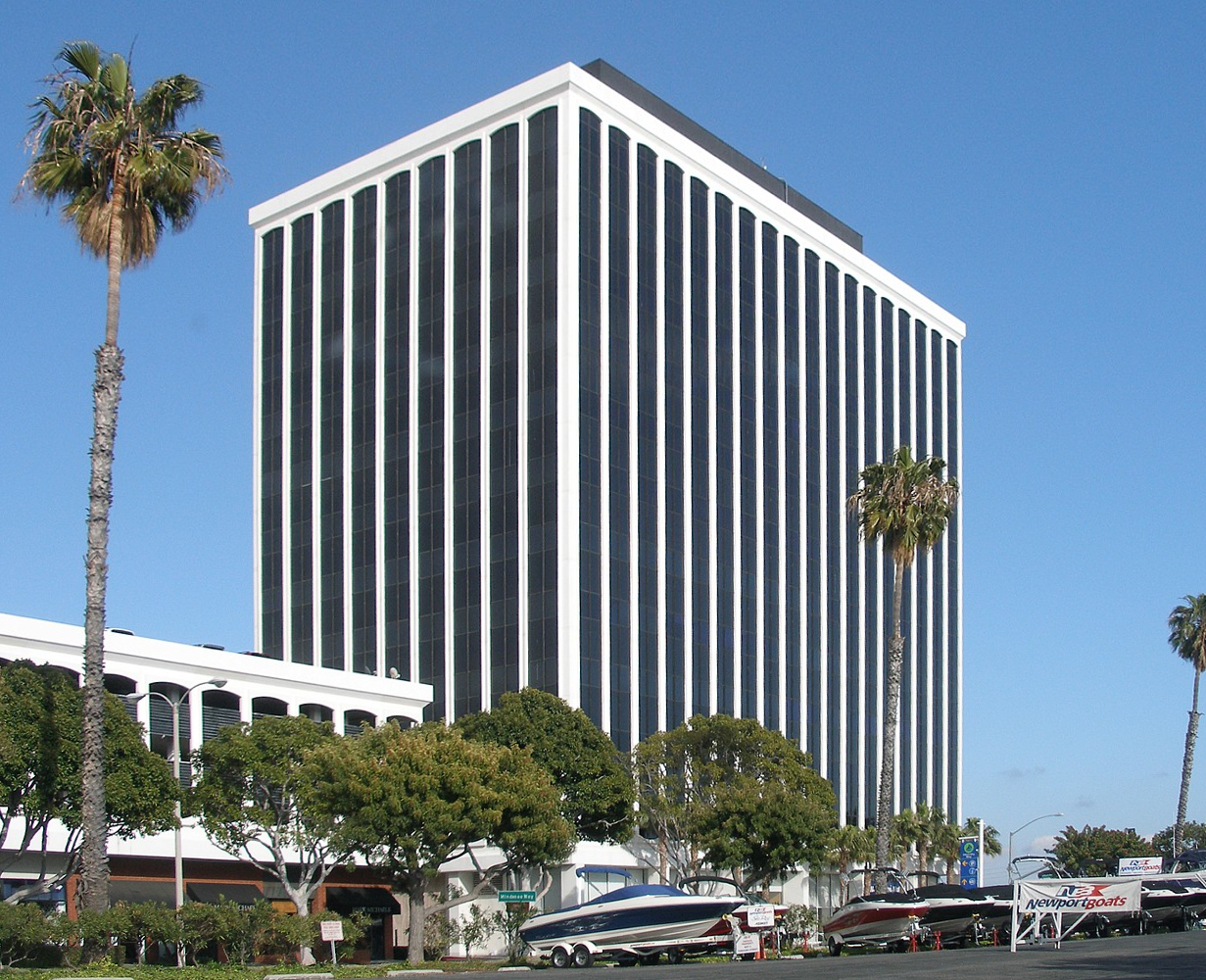
Seu de l'ICANN.

Marina del Rey és una ciutat marítima dels Estats Units d'Amèrica al Comtat de Los Angeles, a l'estat de Califòrnia. Segons el cens de l'any 2010 la població era de 8.866 persones.
La ciutat es caracteritza per estar plena d'hotels, apartaments, botigues i restaurants, així com del USC (Information Sciences Institute) i el ICANN, una de les organitzacions reguladores d'Internet. L'ICANN, amb seu a Marina del Rey és l'organisme que assigna les adreces IP a Internet. La vila està just al sud-est de Venice (Los Angeles) i al nord de Playa del Rey i Ballona Creek. Marina del Rey es troba completament rodejada per la ciutat de Los Angeles. Segons el United States Census Bureau, l'àrea total de la vila és de 3.8 km² de terra ferma i 1.5 km² d'aigua.